# Мікунське міське поселення
Міку́нське міське поселення (рос. Микуньское городское поселение) — муніципальне утворення у складі Усть-Вимського району Республіки Комі, Росія. Адміністративний центр — місто Мікунь.

## Населення
Населення — 9837 осіб (2017, 10740 у 2010, 11680 у 2002, 12702 у 1989).

## Склад
До складу поселення входять такі населені пункти:
| Населений пункт | Населення, осіб (1989) | Населення, осіб (2002) | Населення, осіб (2010) |
| --------------- | ---------------------- | ---------------------- | ---------------------- |
| Мікунь, місто   | 12437                  | 11680                  | 10730                  |
| Шежам, селище   | 265                    | -                      | 10                     |